# Absolutkraft
Die Absolutkraft entspricht dem Maximum an Kraft, die das neuromuskuläre System maximal gegen einen Widerstand ausüben kann. Die Absolutkraft setzt sich aus der willkürlichen Maximalkraft und den sogenannten autonom geschützten Leistungsreserven zusammen.

## Grundlagen
Die willkürlich aufzubringende Kraft wird als Maximalkraft bezeichnet. Das neuromuskuläre System ist jedoch in der Lage höhere Kräfte zu produzieren, als dies willkürlich möglich ist. Diese nicht willkürlich abrufbaren Kraftreserven werden als autonom geschützte Reserven bezeichnet.